# Čičinai

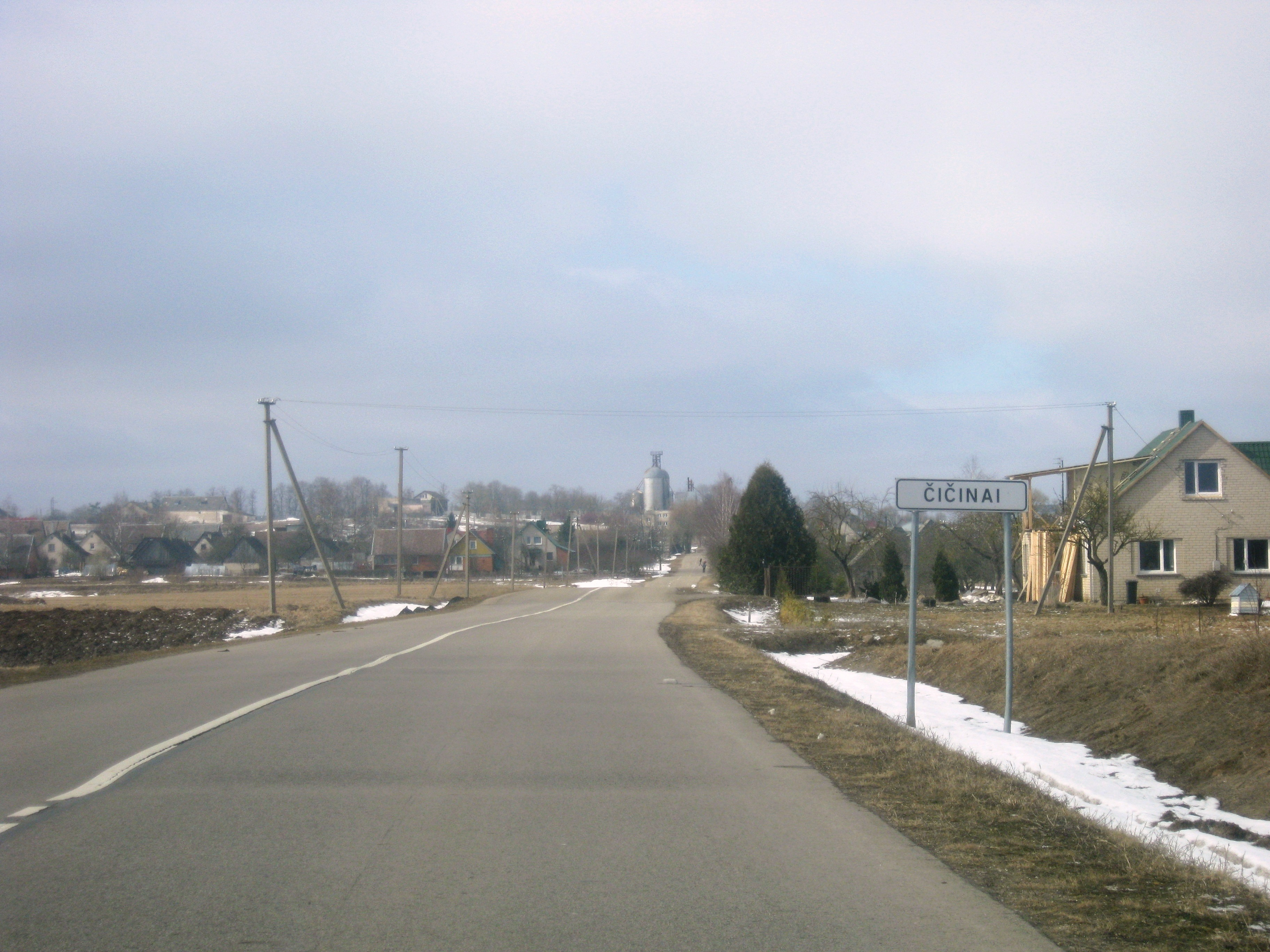

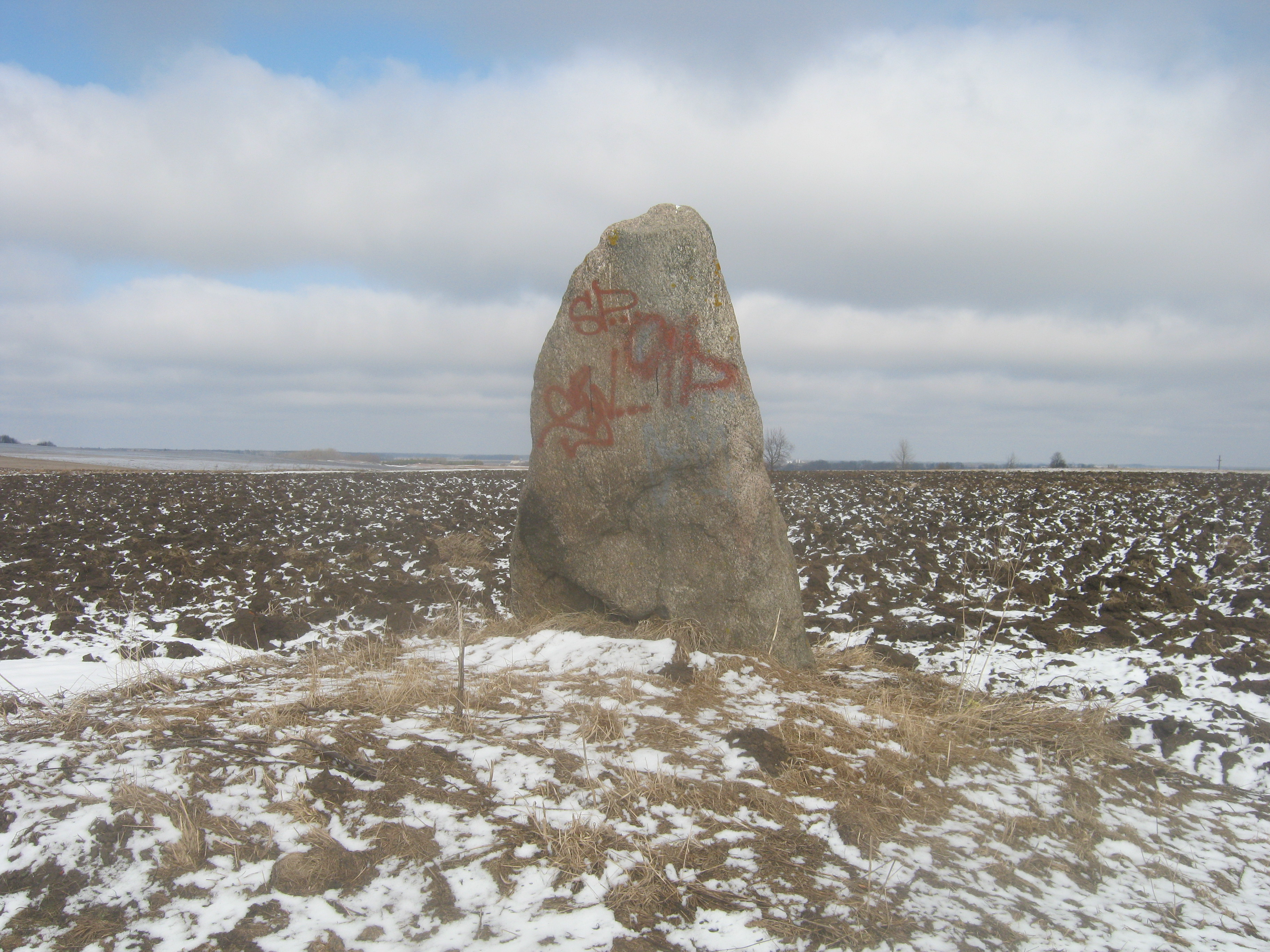

Čičinai ist ein Dorf mit 319 Einwohnern (2011). Es liegt in der Rajongemeinde Jonava, im Amtsbezirk Kulva, 27 km von der zweitgrößten litauischen Stadt Kaunas, 27 km von Kėdainiai, 6 km westlich von Jonava, 4 km südlich von Kulva, am rechten Ufer der Neris. Es ist das Zentrum des Unteramtsbezirks Čičinai. Bei Čičinai beginnt Os Kulva. In der Umgebung des Dorfes befinden sich die Orte Naujasodis I (1,9 km), Dijokiškiai (3,1 km),  Kurmagala (2,5 km), Pabartoniai (1,9 km),  Mardošiškiai (2,6 km), Pakapė (4,2 km).

## Geschichte
Čičinai war ein Dorf der Wolost Jonava und dann des Rajons Jonava in Sowjetlitauen.
1921 wurde eine Grundschule gegründet. 1966 errichtete man ein Kulturhaus. Es gibt eine Bibliothek und einen medizinischen Versorgungspunkt (medicinos punktas). Von 1950 bis 1963 war Čičinai das Zentrum einer sowjetischen Kolchose.

## Personen
- Vladas Michelevičius (1924–2008), römisch-katholischer Weihbischof